# Hans Günther von Dincklage

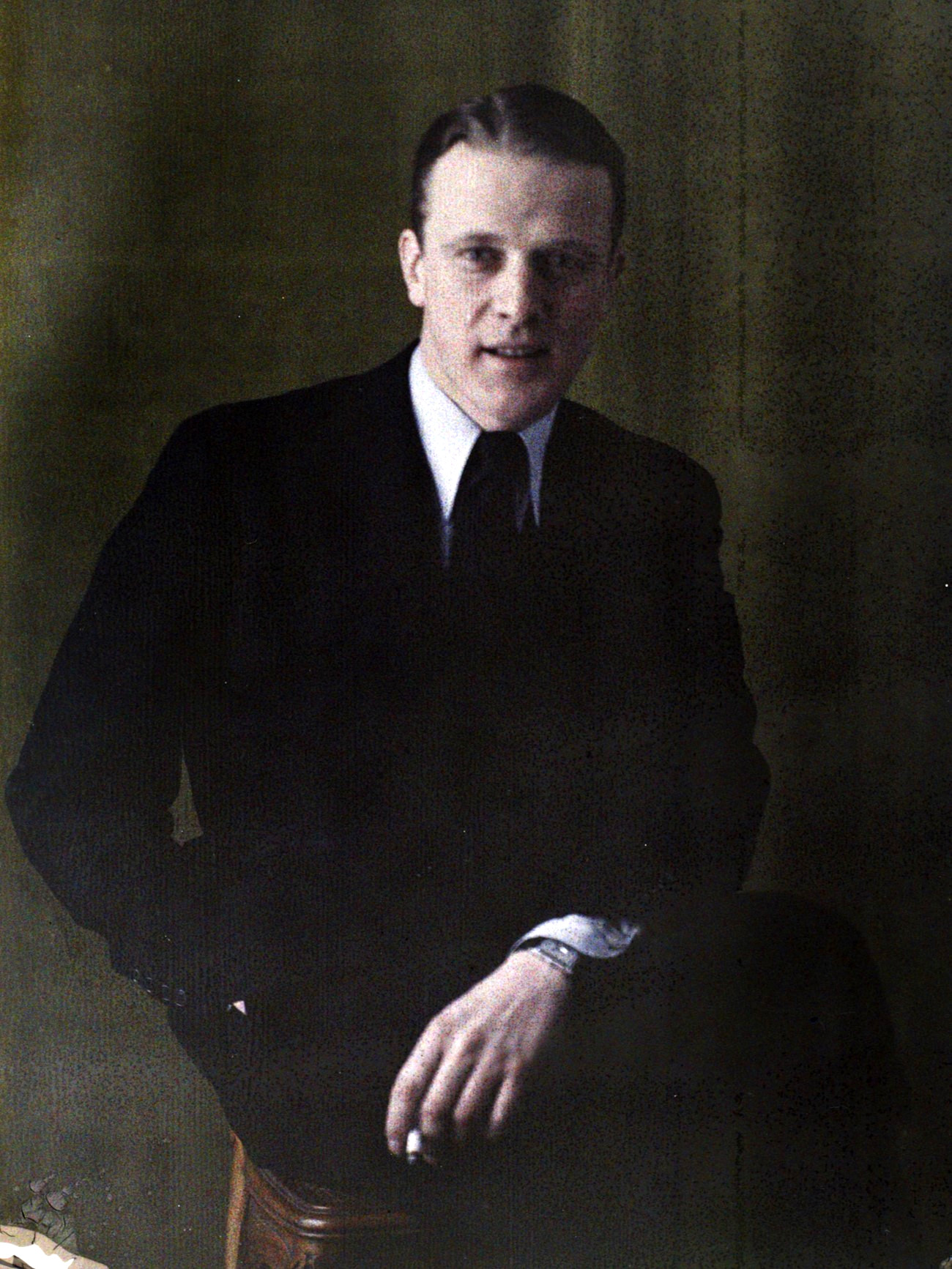
Hans Günther von Dincklage in einem Autochrom von Georges Chevalier, 1933

Hans Günther von Dincklage (* 15. Dezember 1896 in Hannover; † 1974 auf Mallorca) war ein deutscher Offizier und Kaufmann, der in den späten 1930er Jahren und während der deutschen Besatzungsherrschaft offenbar als Geheimagent in Frankreich tätig war.

## Leben
Von Dincklage wurde als Sohn eines preußischen Majors und der Tochter eines 1870 in England eingebürgerten deutschen Kaufmanns geboren. Sein Großvater war der spätere preußische Generalleutnant Georg von Dincklage, der erst 1871 in den erblichen preußischen Adelsstand erhoben worden war. Hans Günther von Dincklage diente im Ersten Weltkrieg im preußischen Königs-Ulanen-Regiment Nr. 13, das zunächst im Westen, ab Jahresende 1914 dann an der Ostfront im Einsatz war, bevor es im November 1916 wieder an die Westfront verlegt wurde. Im Verlaufe des Krieges zum Leutnant befördert, schied er zu unbekanntem Zeitpunkt, möglicherweise bei Regimentsauflösung 1919, als Oberleutnant aus.
Am 12. Mai 1927 heiratete Dincklage in Berlin Maximiliane Henriette Ida von Schoenebeck (* 19. Juli 1899 in Düsseldorf; † 12. September 1978 in Nizza), die älteste Tochter Maximilian von Schoenebecks und seiner ersten Frau Melanie, die jüdischer Herkunft war. Ihre Halbschwester aus der zweiten Ehe des Vaters war die Schriftstellerin Sybille Bedford. Die wenigen Nachrichten, die aus dieser Zeit vorliegen, legen den Schluss nahe, dass er zumindest zeitweise als Kaufmann in Berlin tätig war. Möglicherweise begann er in dieser Zeit auch, sich den Titel eines Barons zuzulegen, obwohl zur freiherrlichen Familie von Dincklage keine Verwandtschaft bestand.
Seit 1928 soll v. Dincklage als Agent geheimdienstlich tätig gewesen sein, zunächst für das Amt Ausland/Abwehr, später für die Abteilung Ausland des SD.
Zusammen mit der Familie seiner Frau Maximiliane – deren Mutter Elisabeth Marchesani mit ihrem zweiten Ehemann Norberto Marchesani sowie der Halbschwester Sybille Bedford – hielt sich das Ehepaar Dincklage zwischen 1928 und 1939 in Sanary-sur-Mer auf. Da Maximiliane im nationalsozialistischen Sinne eine sogenannte Halbjüdin war, präsentierte sich das Ehepaar als NS-Opfer und mischte sich dort unter die vor den Nationalsozialisten Zuflucht suchende deutsche Exilantengemeinde. „In Papieren der französischen Spionageabwehr wird behauptet, dass Maximiliane Liebschaften mit Marineoffizieren einging und auf diesem Weg Informationen nicht nur über Toulon, sondern auch über den Hafen Bizerta im französischen Protektorat Tunesien erhielt. Auch ihr Mann führte einige nützliche Liebschaften; vor allem sorgte er für die Weiterleitung der gesammelten Erkenntnisse.“
Im Frühjahr 1933 wurde Hans Günther von Dincklage als „Vertrauensmann des Kanzlers Hitler“ in die Deutsche Botschaft in Paris berufen, um dort die Presse- und Propagandaabteilung zu leiten. Durch gezielte Finanzierung protegierte er die nationalsozialistisch gesinnte und antisemitische französische Presse,  wie z. B. die Tageszeitung Le Jour, die 1933 von Leon Bailby gegründet wurde.
In den nicht von den Nationalsozialisten vernichteten Akten des deutschen Auswärtigen Amtes sind Dincklages Methoden dokumentiert. Neben der Propagandaarbeit organisierte er die finanzielle und logistische Unterstützung sowohl speziell für NSDAP-Mitglieder als auch für die NSDAP unterstützende Organisationen und Vereine, um diese in Frankreich zu etablieren. Dincklage initiierte auch die Einstellung deutscher Ingenieure in französische Fabriken und schließlich manipulierte er Studierende und Professoren der Sorbonne, um sie für deutsche Kultur und Germanistik zu interessieren.
„Noch bevor 1935 die Nürnberger Gesetze in Kraft traten ließ sich der karrierebewusste in Deutschland von seiner ‚jüdisch versippten‘ Frau Maximiliane offiziell scheiden. In Sanary allerdings lebte er weiterhin mit ihr zusammen und beide setzten ihre Tätigkeit fort.“
Auf Goebbels’ Befehl hin sollte Dincklage die Propaganda des NS-Reiches auf französischem Boden etablieren und einen Sicherheitsdienst zur Kontrolle der französischen Opposition aufbauen. Dincklage codierte seine Korrespondenz mit dem Ministerium sowie dem Sicherheitsdienst des Reichsführers SS. Ihm standen direkte Telefonleitungen, Telegraphen und „Verschlüsselungsmaschinen“, wie die berühmte Enigma, zur Verfügung. Sein Spionageauftrag war sowohl der französischen Abwehr als auch den Exilanten bekannt, aber man hielt es zunächst für besser, ihn nicht zu enttarnen, denn man wisse nicht, wer ihm nachfolgen würde. Von Dincklages Vorgesetzte im Reichssicherheitshauptamt waren Walter Schellenberg und Alexander Waag.
Nachdem Dincklages diplomatische Deckung in Frankreich 1934 endgültig aufgeflogen war, suchte er sich zunächst eine Mission in Nordafrika, für die er Baronin Hélène Dessoffy rekrutierte. Auch später erschien Dincklage bei jeder neuen Aktion mit einer neuen Geliebten aus der High Society, die höchstwahrscheinlich jeweils auch Geldgeberin war.
Nach der Niederlage Frankreichs kehrte von Dincklage nach Paris zurück. Von da an bis 1950 war er mit Coco Chanel liiert. Bis 1944 wohnte er mit ihr, die nach dem Krieg als Kollaborateurin verhaftet wurde, im Hôtel Ritz, Paris. Im Sommer 1943 machte von Dincklage Chanel mit Theodor Momm bekannt, einem Regimentskameraden aus dem Ersten Weltkrieg, der als Besatzungsoffizier die französische Textilproduktion für das Deutsche Reich überwachte. Mit Billigung Walter Schellenbergs suchte Momm für den deutschen Plan eines Separatfriedens mit England die Kontakte Chanels zu Winston Churchill und Hugh Grosvenor, 2. Duke of Westminster zu nutzen; die Geheimmission unter dem Decknamen „Operation Modellhut“ scheiterte jedoch.
1944 floh von Dincklage nach Lausanne, wohin ihm nach ihrer überraschenden Freilassung 1945 Chanel folgte, die erst 1954 nach Frankreich zurückkehrte. Wie der ehemalige amerikanische Geheimdienstoffizier Hal W. Vaughan in seiner Biographie berichtet, unterstützte sie von Dincklage und auch den bei den Nürnberger Prozessen verurteilten SS-Mann Walter Schellenberg weiterhin finanziell, nachdem dieser 1951 aus der Haft entlassen worden war, und brachte beide damit zum Schweigen.
1952 übernahm sie auch die Kosten für die Bestattung Schellenbergs in Turin.
Chanel lebte bis 1954 bei von Dincklage in der Schweiz; 1951 wurden beide in Villars sur Ollon, Kanton Waadt, Schweiz, zusammen fotografiert. Von Dincklage lebte dort in gewohntem Luxus. So wie viele andere deutsche Nazis zog es ihn dann ins faschistische Spanien unter der Franco-Diktatur; dort ließ er sich auf Mallorca nieder. Dincklage starb dort „in seinem goldenen Ruhestand“ im Jahre 1974.